# ابن اللجائي
أبو زيد عبد الرحمن بن أبي الربيع اللجائي الفاسي، اشتغل بعلم الفلك والرياضيات. وجاء عن أبن قنفذ: «كان للجائي آية في فنونه، ومن بعض أعماله أنه اخترع إسطرلاباً ملصوقاً بالجدار، والماء يدير شبكته، فيأتي الناظر فينظر إلى ارتفاع الشمس، وكم مضى من النهار، وكذلك ينظر ارتفاع الكواكب بالليل». وقد توفي سنة 773 هـ.